# القانون في إفريقيا
القانون في أفريقيا مزيج متنوع من أنظمة القانون العام والقانون العرفي والقانون المدني والقانون الديني. أفريقيا هي ثاني أكبر قارة وتضم 56 دولة.

## التاريخ
تم تشكيل أفريقيا الحديثة في المقام الأول من خلال وراثة الدول المختلفة للقوانين التي كانت موجودة في أوروبا خلال القرن التاسع عشر. على سبيل المثال، كانت المصادر الرئيسية لقانون جنوب أفريقيا هي القانون العام الروماني الهولندي والإنجليزي، وواردات المستوطنات الهولندية والاستعمار البريطاني. وبالتالي يطلق عليه أحيانًا القانون الأنجلو هولندي. توجد هيئات تشريعية مختلفة داخل جنوب أفريقيا بمرور الوقت. ومع ذلك، بدأت بعض الأنظمة القانونية الأقدم أولاً في أفريقيا. على سبيل المثال، استخدم القانون المصري القديم قانونًا مدنيًا، بناءً على مفهوم ماعت. كانت التقاليد والخطاب البلاغي والمساواة الاجتماعية والحياد مبادئ رئيسية. [1] [1] احتفظ القضاة بسجلات، والتي تم استخدامها كسابقة، على الرغم من أن النظم تطورت ببطء.
نظام قانوني متعدد المراكز، يسمى Xeer تم تطويره حصريًا في القرن الأفريقي منذ أكثر من ألف عام ولا يزال يستخدم على نطاق واسع من قبل الشعب الصومالي. بموجب هذا النظام، يعمل الشيوخ كقضاة ويساعدون في التوسط في القضايا باستخدام السوابق. [2] Xeer هو مثال جيد لكيفية عمل القانون العرفي بدلاً من القانون المدني، وهو تقريب جيد لما يُعتقد أنه قانون طبيعي. لاحظ العديد من العلماء أنه على الرغم من أن Xeer قد يكون عمره قرونًا، إلا أنه يمكن أن يعمل كنظام قانوني لاقتصاد حديث يعمل بشكل جيد. [4] [5] يُظهر Xeer أيضًا مدى تأثير نظام القوانين فيما يتعلق بتطوير الثقافة. وفقًا لأحد التقارير، لم تبدأ الأمة الصومالية بالاستخدام الشائع للغة الصومالية من قبل العشائر الصومالية، بل بالاحترام الجماعي لـ Xeer.

### قانون دولي
. الاتحاد الأفريقي يجب أن يكون القانون متساويا وعادلا ضد كل دولة ويجب متابعة الطعون.

#### القانون حسب البلدان
. قانون جنوب أفريقيا
. قانون مصر
. زير (الصومال)

##### أنظر إلى
. مجلة التعددية القانونية
. الأنظمة القانونية في العالم